# Klinkerriemchen
Klinkerriemchen sind dünne Ziegelscheiben für die Fassadenbekleidung, die den Eindruck eines massiven Mauerwerks vermitteln sollen.

## Verwendung und Verarbeitung
Klinkerriemchen werden im Innen- und Außenbereich von Gebäuden mit Flexkleber aufgebracht. Die Wandfläche ist dann (bei Verwendung spezieller Winkelriemchen für Gebäudeecken) optisch nicht von einem konventionellen, massiven Mauerwerk zu unterscheiden. Hauptsächlich werden sie – neben rein dekorativen Zwecken – als abschließende Schicht auf Wärmedämm-Verbundsystemen verwendet, wenn der Eindruck eines zuvor bestehenden Ziegelmauerwerkes erhalten werden  (Sanierung) oder beim Neubau erzielt werden soll. Ihre Sichtseiten-Formate entsprechen den Formaten der Sichtseiten üblicher Vollklinker. Ihre Dicke kann zwischen 9 und 14 mm liegen,  andere Stärken sind jedoch möglich. Ihre Materialeigenschaften entsprechen weitgehend denen von Vollklinkern.